# Échecs fusil
Les échecs fusil (souvent orthographiés à tort échecs fusils), appelés aussi échecs laser, sont une variante du jeu d'échecs.
La disposition initiale et le déplacement des pièces sont conservés. Les pièces prennent sans se déplacer, en « tirant » sur les pièces adverses.
Une première conséquence de cette modification du mode de prise des pièces est que la notion de "couverture" d'une pièce par une autre pièce devient caduque. On ne peut plus protéger un Roi attaqué par une Tour adverse en intercalant une pièce sans la perdre immédiatement et d'être de nouveau en échec. Le Roi doit donc être défendu soit en se déplaçant soit en prenant la Tour attaquante.
La deuxième conséquence fait qu'il n'y a plus la possibilité de protéger une pièce par une autre. Ainsi défendre un Pion par un autre Pion placé en diagonale derrière lui ne fonctionne pas puisque l'agresseur ne viendra jamais se positionner à la place du Pion pris et donc ne sera pas prenable par le Pion défendant.
Les échecs fusil ont été inventés en 1921 par J. Seabrook.
Comme beaucoup de variantes du jeu d'échecs, les échecs fusil sont utilisés à la fois :
- dans la composition échiquéenne, par exemple par T.R. Dawson[1] et ses règles sont ainsi explicitées dans le glossaire de règles féeriques de la revue Phénix[2],
- dans des parties féeriques comme cela a été le cas en 1987 lors de la RIFACE[3].